# Prism (少年隊のアルバム)
『Prism』（プリズム）は、少年隊の6枚目のオリジナル・アルバム。1999年1月27日発売。発売元はジャニーズ・エンタテイメント。

## 解説
レコード会社移籍後、初のオリジナル・アルバム。前年のシングル2曲、『PLAYZONE'97 RHYTHM II』リード曲に加え、2曲ずつのソロナンバーを含めた全13曲を収録。
本作以降の少年隊はシングル数枚とPLAYZONE各年のサウンドトラックをリリースするものの純然たるオリジナル・アルバム発売はなく2020年には錦織、植草がジャニーズ事務所を退所したため結果的に3人体制少年隊最後のオリジナル・アルバム。

## 収録曲
1. Act-Show[5:21]
  - 作詞：宮下康仁作曲：スペクトラム
  - 編曲：中町俊自　コーラスアレンジ：松下誠
  - スペクトラムの1979年リリースアルバム『SPECTRUM』収録曲カバー。
2. 愛の嵐 - 錦織一清[4:58]
  - 作詞：錦織一清　作曲・編曲:馬飼野康二
3. Be COOL - 東山紀之[4:36]
  - 作詞：松井五郎　作曲・編曲：H∧L
  - ブラスアレンジ：村田陽一
4. 愛と沈黙[4:49]
  - 作詞：康珍化　作曲：中西圭三・小西貴雄　編曲：小西貴雄
5. 誘われてEX（エクセレント）[4:39]
  - 作詞：松本一起　作曲・編曲：馬飼野康二
6. Gamble Guy[4:51]
  - 作詞：工藤哲雄　作曲・編曲：原一博
7. Season of Love - 植草克秀[5:44]
  - 作詞：陣内大蔵・山中耕作　作曲：陣内大蔵　編曲：秋元直也）
8. TOUCH MYSELF - 東山紀之[4:35]
  - 作詞：米倉利徳　作曲：飯田建彦　編曲：CMJK
9. 見れば見るほど… - 錦織一清[3:52]
  - 作詞：錦織一清　作曲：広瀬香美　編曲：船山基紀
10. The longest night[4:36]
  - 作詞：根津洋子　作曲：坂本洋　編曲：岩田雅之
11. 君に降るMelody - 植草克秀[5:24]
  - 作詞：とみたきょうこ　作曲：寺田一郎　編曲：安部潤
12. Let Me Love You[3:34]
  - 作詞：久和カノン　作曲：羽場仁志　編曲：石塚知生
13. 湾岸スキーヤー[4:32]
  - 作詞：秋元康　補作詞・作曲：山下達郎・Alan O'Day
  - 編曲：井上鑑　コーラスアレンジ：山下達郎